# هوبرت سوسک
هوبرت سوسک (انگلیسی: Hubert Cockroft; ۲۱ نوامبر ۱۹۱۸ – ۱۹۷۹ (۶۰−۶۱ سال)) بازیکن فوتبال اهل بریتانیا بود.
از باشگاه‌هایی که در آن بازی کرده‌است می‌توان به باشگاه فوتبال پیتربورو یونایتد و باشگاه فوتبال برادفورد سیتی اشاره کرد.